# Chanel Preston
Chanel Preston (Fairbanks, 1 de dezembro de 1985) é uma atriz pornográfica americana.

## Início
Chanel é nascida e criada no Alaska, em uma cidade chamada Fairbanks. Ela é a mais nova de três filhas. Praticava Wrestling e foi nadadora durante o colegial. Nessa época, era considerada uma das populares de seu colégio. Sempre chamava a atenção dos garotos em sua adolescência. Perdeu sua virgindade aos 15 anos com um amigo seu em uma noite festeira. Aos 19 anos, ela se mudou para o estado do Havaí, a pedido de sua melhor amiga, onde morou por 6 anos.
Trabalhou como stripper um ano e meio antes de ingressar no mundo pornô. Também trabalhou como esteticista e em restaurante como garçonete. Durante esse período, submeteu-se à uma cirurgia de implante de silicone, num ato impulsivo, após uma garota com quem ela dançava ter essa vontade.
.

## Carreira
Antes de ingressar na pornografia, trabalhava como stripper apenas por curiosidade, já que, desde jovem, nunca teve problemas com isso. Durante esse processo, conheceu uma moça que a introduziu na pornografia.
Em sua primeira cena, ela estava nervosa até começar a filmagem. Ela disse para a moça que a ajudou a entrar no mundo pornô que não queria que seu comportamento fosse prejudicado drasticamente pelo fato de outras pessoas estarem presentes no local. Então, a moça disse que queriam que ela agisse ingenuamente. Sua primeira cena foi com o ator Nick Manning.

## Prêmios e indicações
- 2010: NightMoves Award – Best New Starlet Editor’s Choice[2]
- 2010: CAVR Award – Starlet of the Year[3]
- 2010: XCritic Award – Best New Starlet[4]
- 2011: AVN Award (indicada) – Best New Starlet[5]
- 2011: AVN Award (indicada) – Best Couples Sex Scene - Fashion Fucks[5]
- 2011: AVN Award (indicada) – Best Group Sex Scene - Speed[5]
- 2011: AVN Award (indicada) – Most Outrageous Sex Scene - This Aint Avatar XXX 3D[5]
- 2012: XBIZ Award (indicada) – Female Performer of the Year[6]
- 2012: AVN Award (indicada) – Female Performer of the Year[7]
- 2013 - AVN - Indicada melhor atriz do ano.